# Dionísio Rodrigues Dantas
Dionísio Rodrigues Dantas (? — ?) foi um político brasileiro.
Foi presidente da província de Sergipe, de 8 de novembro a 2 de dezembro de 1869 e de 14 de agosto a 21 de agosto de 1871. Também foi membro da primeira junta governativa sergipana.